# Trichonectria hirta
Trichonectria hirta är en lavart som först beskrevs av A. Bloxam, och fick sitt nu gällande namn av Petch 1937. Trichonectria hirta ingår i släktet Trichonectria och familjen Bionectriaceae.   Inga underarter finns listade i Catalogue of Life.